# Sidney Dean

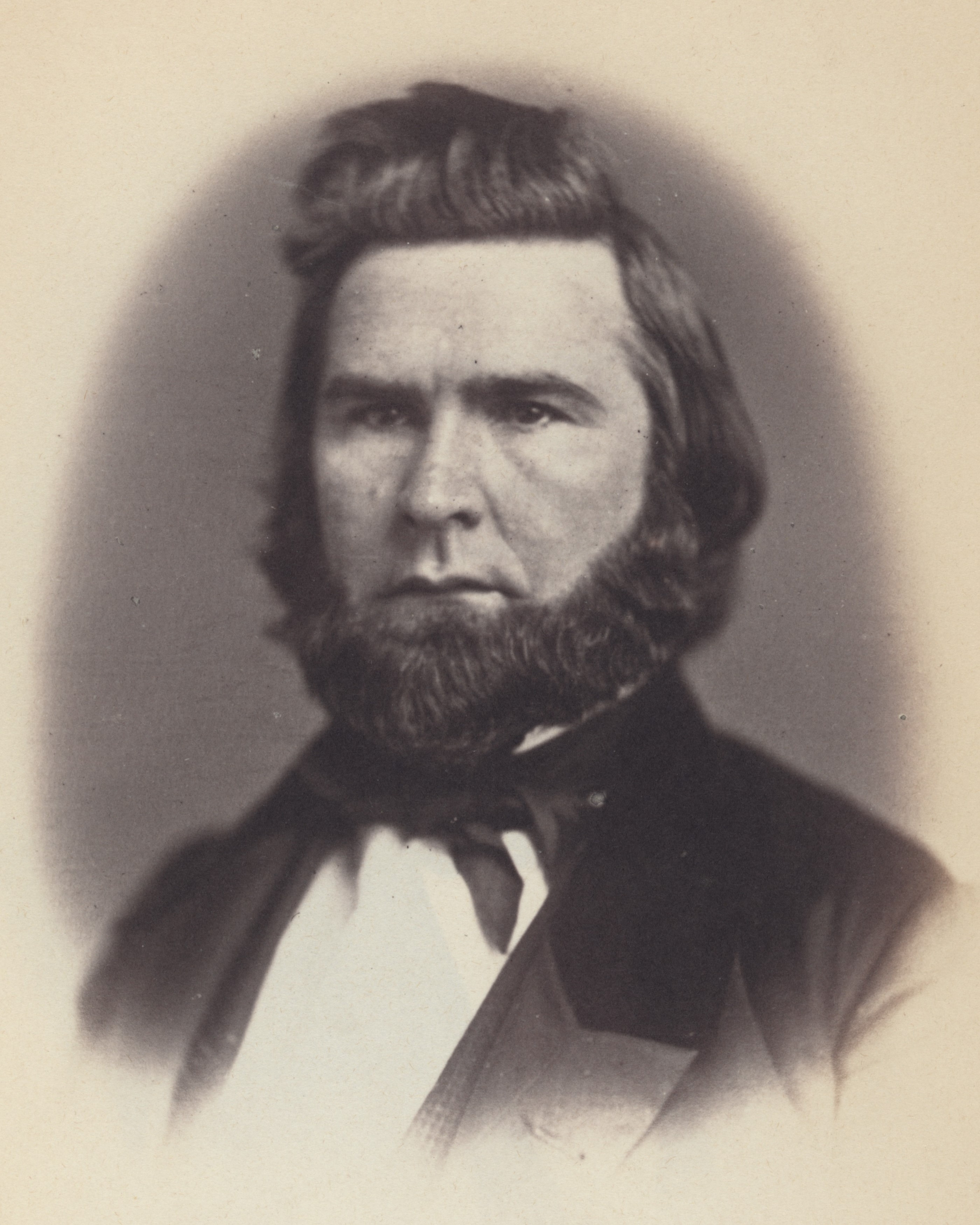
Sidney Dean (1859)

Sidney Dean (* 16. November 1818 in Glastonbury, Connecticut; † 29. Oktober 1901 in Brookline, Massachusetts) war ein US-amerikanischer Politiker. Zwischen 1855 und 1859 vertrat er den dritten Wahlbezirk des Bundesstaates Connecticut im US-Repräsentantenhaus.

## Werdegang
Nach seiner Schulzeit wurde Sidney Dean zwischen 1843 und 1853 Geistlicher der Methodist Episcopal Church. Diese Funktion gab er im Jahr 1853 aus gesundheitlichen Gründen auf. Stattdessen wurde er in Putnam im Handwerk tätig. Außerdem begann er eine politische Laufbahn. Er wurde Mitglied der American Party und war von 1854 bis 1855 Abgeordneter im Repräsentantenhaus von Connecticut.
Bei den Kongresswahlen des Jahres 1854 wurde er im dritten Distrikt von Connecticut in das US-Repräsentantenhaus in Washington, D.C. gewählt. Dort trat er am 4. März 1855 die Nachfolge des Demokraten Nathan Belcher an. Im Verlauf seiner ersten Legislaturperiode im Kongress trat Sidney Dean der im Jahr 1854 gegründeten Republikanischen Partei bei. Als deren Kandidat wurde er im Jahr 1856 bestätigt. Damit konnte er bis zum 3. März 1859 zwei Legislaturperioden im Kongress absolvieren, die zunehmend von den politischen Spannungen im Vorfeld des Bürgerkrieges bestimmt waren. Zwischen 1855 und 1857 war Dean Vorsitzender des Ausschusses zur Kontrolle der öffentlichen Ausgaben. Für die Wahlen des Jahres 1858 verzichtete er auf eine weitere Kandidatur.
Im Jahr 1860 wurde Dean wieder Geistlicher. Er predigte in verschiedenen Gemeinden, vor allem in Rhode Island. In Providence gab er zwischen 1865 und 1880 einige Zeitungen heraus. Zwischen 1870 und 1871 war er Mitglied des Senats von Rhode Island. In den folgenden Jahren war er auch literarisch und als Vortragsredner tätig. Sidney Dean starb am 29. Oktober 1901 in Brookline (Massachusetts) und wurde in Warren (Rhode Island) beigesetzt.